# Milocera arcifera
Milocera arcifera är en fjärilsart som beskrevs av George Francis Hampson 1910. Milocera arcifera ingår i släktet Milocera och familjen mätare. Inga underarter finns listade i Catalogue of Life.